# Terre selvagge (film)
Terre selvagge (Pilgrimage) è un film del 2017 diretto da Brendan Muldowney. 
Il film ha come protagonisti Tom Holland, Richard Armitage e Jon Bernthal. È stato proiettato il 23 aprile 2017 al Tribeca Film Festival nella sezione Viewpoint.

## Distribuzione
- 23 aprile 2017 (Tribeca Film Festival)
- 24 giugno 2017 (Edinburgh International Film Festival)
- 13 luglio 2017 (Galway Film Fleadh)

## Produzione

### Budget
4,7 milioni di euro

## Accoglienza

### Incassi
23689 $